# Micropogonias fasciatus
Micropogonias fasciatus är en fiskart som först beskrevs av De Buen, 1961.  Micropogonias fasciatus ingår i släktet Micropogonias och familjen havsgösfiskar. IUCN kategoriserar arten globalt som otillräckligt studerad. Inga underarter finns listade i Catalogue of Life.